# Actizera
Actizera là một chi bướm ngày thuộc họ Lycaenidae.

## Các loài
- Actizera atrigemmata (Butler, 1878)
- Actizera drucei (Bethune-Baker, 1906)
- Actizera lucida (Trimen, 1883)
- Actizera stellata (Trimen, 1883)